# دولت دوم پاشینیان
دولت دوم نیکول پاشینیان (انگلیسی: Second Pashinyan government) دولت کنونی ارمنستان می‌باشد که در ژانویه ۲۰۱۹ شکل گرفت. نیکول پاشینیان پس از پیروزی قاطع اتئلاف گام من در انتخابات مجلس ارمنستان توسط رئیس‌جمهور آرمن سارگسیان به عنوان نخست‌وزیر منصوب گردید.

## ساختار

### کارمندان دولت
| سمت                                               | نام                | حزب | حزب        | از             |
| ------------------------------------------------- | ------------------ | --- | ---------- | -------------- |
| نخست‌وزیر ارمنستان                                 | نیکول پاشینیان     |     | پیمان مدنی | ۱۴ ژانویه ۲۰۱۹ |
| معاون نخست‌وزیر                                    | تیگران آوینیان     |     | پیمان مدنی | ۱۶ ژانویه ۲۰۱۹ |
| معاون نخست‌وزیر                                    | مهر گریگوریان      |     | مستقل      | ۱۶ ژانویه ۲۰۱۹ |
| وزیر دفاع ارمنستان                                | داویت دونویان      |     | مستقل      | ۱۹ ژانویه ۲۰۱۹ |
| وزیر توسعه اقتصادی و سرمایه‌گذاری                  | تیگران خاچاتریان   |     | مستقل      | ۱۹ ژانویه ۲۰۱۹ |
| وزیر آموزش و علوم                                 | آرائیک هاروتیونیان |     | پیمان مدنی | ۱۹ ژانویه ۲۰۱۹ |
| وزیر وضعیت‌های اضطراری                             | فلیکس تسولاکیان    |     | مستقل      | ۱۹ ژانویه ۲۰۱۹ |
| وزارت دارایی ارمنستان                             | آتوم جانجیغوزیان   |     | مستقل      | ۱۹ ژانویه ۲۰۱۹ |
| وزیر امور خارجه                                   | زهراب مناتسکانیان  |     | مستقل      | ۱۹ ژانویه ۲۰۱۹ |
| وزارت بهداشت ارمنستان                             | آرسن توروسیان      |     | مستقل      | ۱۹ ژانویه ۲۰۱۹ |
| وزارت دادگستری (ارمنستان)                         | آرتاک زینالیان     |     | حزب جمهوری | ۱۹ ژانویه ۲۰۱۹ |
| وزارت کار و امور اجتماعی ارمنستان                 | زاروهی باتویان     |     | پیمان مدنی | ۱۹ ژانویه ۲۰۱۹ |
| وزارت محیط‌زیست ارمنستان                           | اریک گریگوریان     |     | مستقل      | ۱۹ ژانویه ۲۰۱۹ |
| وزارت مدیریت منطقه‌ای و زیرساخت‌های جمهوری ارمنستان | سورن پاپیکیان      |     | پیمان مدنی | ۱۹ ژانویه ۲۰۱۹ |
| وزارت ترابری و ارتباطات جمهوری ارمنستان           | هاکوب آرشاکیان     |     | پیمان مدنی | ۱۹ ژانویه ۲۰۱۹ |